# Полотай Антін Пантелеймонович
Полотай Антін Пантелеймонович (?, Стольне, Чернігівська губернія — ?) — український громадсько-політичний діяч, член 3-го складу Української Центральної Ради та Всеукраїнської ради робітничих депутатів. Обраний до складу УЦР на Всеукраїнському робітничому з'їзді, який відбувся у Києві 24–27 (11–14) липня 1917 року.

## Інтернет-ресурси
- http://www.memory.gov.ua/data/upload/news/main/ua/268/2.doc